# Lin Zongsu
Lin Zongsu (chinês: 林宗素; Minhou, 1878 – Kunming, 1944) foi uma sufragista e escritora chinesa. Ela fundou a primeira organização pelo sufrágio feminino na China e foi uma das mais importantes ativistas feministas do país no início do período republicano. Ela também se tornou uma das primeiras mulheres jornalistas e editoras no país. Como jornalista, ela escrevia frequentemente sobre os direitos das mulheres e liderou inúmeras organizações femininas até o final da democracia em 1913. No final da sua vida, ela lecionou em Singapura e comandou uma empresa de barcos que conseguiu financiar os jornais de seu irmão na China. Após uma década no Sudeste Asiático, ela e seu marido retornaram à China e moraram na região sul do país, onde seus negócios estavam localizados. 

## Biografia
Lin Zongsu nasceu em 1878 em Minhou, na província chinesa de Fuquiém e era filha de Lin Jianquan (林剑泉), escritor, e Huang Fu (黄夫), estudiosa e compositora. Quando sua mãe morreu, Lin ainda era muito jovem e passou a viver com um tio, frequentando uma escola ocidental. Por volta de 1898 ela mudou-se para Hangzhou onde reencontrou seu irmão mais velho, Lin Baiyong, que era jornalista lá. Ela se aproximou com os grupos revolucionários anti-dinastia Qing e conheceu Qiu Jin, que mais tarde se tornaria um mártir da revolução. Em 1902 ela começou a estudar na Escola Patriótica Feminina em Xangai. A escola foi um afastamento radical das escolas tradicionais chinesas, misturando o estudo da química e da física com a história da Revolução Francesa e do movimento niilista russo, além de defender o engajamento político das mulheres. Ela logo seguiu outros estudantes chineses para o Japão em 1903.
Como outros estudantes chineses da época, Lin, acompanhada pelo seu irmão, queria aprender fora do sistema dominado pelo governo na China e ganhar uma sensibilidade moderna. Ela protestou contra a guerra Guerra Russo-Japonesa e juntou-se à Cruz Vermelha Japonesa para aprender habilidades médicas e estar apta para ajudar soldados feridos. Ela também fundou a primeira associação estudantil feminina com outras estudantes chinesas, chamada Sociedade do Amor Mútuo, que defendia os direitos das mulheres, sobretudo o da educação. A organização publicava seus pontos de vista no jornal Jiangsu, e Lin começou a escrever ensaios sobre igualdade. Em 1903, ela publicou no jornal um prefácio de "Um Alarme Para as Mulheres", escrito por Jin Songcen, que exortava as mulheres a libertar a si mesmas e sua nação.
Após um ano no Japão, ela retornou a Xangai e foi trabalhar no jornal do seu irmão, assim tornando-se uma das primeiras mulheres jornalistas da China. Ela também se tornou editora associada do Alarme Diário. Ambos os jornais publicavam análises e comentários sobre democracia e Lin escreveu muitos artigos defendendo a revolução, antes de ambos serem forçados a fechar pelo governo em 1905. Ela decidiu retornar ao Japão para estudar na Escola Normal Superior de Tóquio (em japonês:  東京師範学校). Naquele outono, quando Huang Xing instalou uma fábrica de munições em Yokohama, ela e outras estudantes chinesas começaram a participar de atividades anarquistas e ficaram conhecidas como "Heroínas de Sofia", em referência às atividades da revolucionária russa Sofia Perovskaya, uma dos orquestradores do assassinato do czar Alexandre II da Rússia. Em dezembro de 1905, ela juntou-se à sociedade secreta Tongmenghui de Sun Yat-sen para continuar seu ativismo, e participou de muitas das suas atividades anti-governo.
Então, em 1906, um decreto limitando a atividade política dos estudantes chineses foi aprovado pelo Ministério da Educação do Japão. Ela completou sua educação e posteriormente casou-se com um amigo do seu irmão, Tong Fu, de Shanghai.

## Carreira
A dinastia Qing caiu em outubro de 1911, com o sucesso da Revolta de Wuchang, e Lin retornou à China. Ela juntou-se ao Partido Socialista Chinês quando este era organizado por Jiang Kanghu. Em 2 de novembro de 1911, Lin fundou a primeira organização chinesa que buscava a emancipação feminina, a Aliança do Sufrágio Feminino em Xangai. A organização foi formada como um ramo do partido socialista para que as mulheres pudessem buscar mudanças políticas. Ela também estabeleceu um periódico com informações sobre a organização e também conscientização sobre o sufrágio feminino.
Lin encontrou-se com Sun Yat-sen em Nanquim em 1912, e recebeu sua promessa de que as mulheres receberiam o direito ao voto quando a Assembleia Nacional estivesse já estabelecida. Ela publicou a declaração no Diário de Shenzhou, obtendo aprovação e desaprovação. Sun Yat-sen distanciou-se da controvérsia afirmando que a questão do sufrágio deveria ser decidida por uma maioria, embora ele tivesse dado permissão a Lin para a publicação da sua fala. Lin publicou outro artigo no Tianduo Bao, refutando a versão de Sun da discussão. Tendo colocado a ideia do voto feminino na arena pública, várias outras organizações femininas se formaram para pressionar por direitos enquanto os debates sobre a Constituição Provisória da República da China estavam em andamento, e enviaram uma proposta formal de igualdade. Quando a constituição foi promulgada em 11 de março, não continha nenhuma disposição para o voto feminino. As mulheres continuaram a pressionar o Senado provisório e mandaram cinco petições que exigiam que seus direitos fossem legalizados, mas a Assembleia Nacional enxergou suas ações como ameaçadoras e recusou a ouvi-las.

## Morte
Em 1913, Lin e Tong se divorciaram e Lin deixou a vida política, mudando-se para Nanquim. A democracia foi suprimida sob o regime de Yuan Shikai, e quando Lin foi convidada a ir ao Sudeste Asiático ela concordou. A convite da Câmara do Comércio de Singapura, Lin se estabeleceu e tornou-se professora. Ela se casou com um comerciante de Hancheu e eles cuidavam de um negócio de barcos. Lin usou seus ganhos para ajudar seu irmão com os custos do seu jornal na China. Em março de 1922 o casal retornou a Pequim, mas devido ao interesse do seu marido pelos negócios, o casal logo mudou-se para Kaifeng, na província de Honã. Em 1925 o único filho do casal morreu e Lin juntou-se ao seu irmão em Pequim. Após o assassinato dele no ano seguinte, ela retornou ao sul. Quando a Segunda Guerra Sino-Japonesa eclodiu, a família mudou-se para Kunming, na província de Iunã, onde Lin faleceu em 1944.